# Eisenbahnunfall von Robinson
Der Eisenbahnunfall von Robinson war ein Frontalzusammenstoß zweier Fernverkehrszüge der Atchison, Topeka and Santa Fe Railway am 5. September 1956 bei Robinson, New Mexico, USA. 20 Menschen starben.

## Ausgangslage
Die Lokomotivführer beider Züge, die in gegensätzlichen Richtungen auf der eingleisigen Strecke aufeinander zu fuhren, erhielten die Weisung, in der nicht mit Personal besetzten Ausweichstelle Robinson am frühen Morgen zu kreuzen. Die Weichen mussten deshalb vom Beimann auf der Lokomotive von Hand gestellt werden. Es bestand die generelle Regel, dass ostwärts fahrende Züge Vorrang hatten und westwärts fahrende das Ausweichgleis nutzen sollten. Da der ostwärts fahrende Zug aber die Ausweichstelle zuerst erreichte, nutzte er doch das Ausweichgleis, damit der entgegenkommende westwärts fahrende Zug, ohne bremsen zu müssen, durchfahren konnte. Der Beimann des ostwärts fahrenden Zuges legte die Einfahrtsweiche entsprechend und begab sich dann an die Ausfahrtsweiche um die Vorbeifahrt des Gegenzuges abzuwarten.

## Unfallhergang
Dort schloss er die Weiche – vorschriftswidrig – auf. Das hätte erst geschehen dürfen, nachdem der Gegenzug sie passiert hatte. Als dieser sich näherte, gab der Lokomotivführer des wartenden Zuges Ton- und Lichtsignale um seinen Mitarbeiter vor dem herannahenden Zug zu warnen. Der an der Weiche stehende Beimann schloss daraus fälschlicherweise, dass die Weiche falsch gestellt sei und er diese umlegen solle. Er legte die Weiche unmittelbar vor dem herankommenden Zug, dieser kollidierte mit knapp 100 km/h mit dem wartenden Zug im Ausweichgleis.

## Folgen
20 Menschen starben. Alle waren Mitarbeiter der Eisenbahngesellschaft, überwiegend aus den Speisewagen, die ihre dienstfreie Zeit in einem Personalschlafwagen, unmittelbar hinter den Lokomotiven des stehenden Zuges, verbrachten.